# كريس جيبسون (سياسي)
كريس جيبسون (بالإنجليزية: Chris Gibson)‏ هو سياسي أسترالي، ولد في 24 مايو 1951. انتخب عضو مجلس نواب تسمانيا.